# أف-زيرو
أف-زيرو (بالإنجليزية: F-Zero‎؛ باليابانية: エフゼロ) هي سلسلة ألعاب فيديو سباقات تنشرها نينتندو على عدة منصات. تدور أحداث اللعبة في القرن 26.
أسلوب اللعب يكون بقيادة مركبة برمائية خرافية ترفرف أو تطفح فوق سطح الأرض، ويواجه اللاعب 29 مسابق ومسابقة (30 متسابق ككل) في المرحلة الواحدة؛ الهدف من اللعبة ككل هو الفوز على كل واحد من المسابقين والمسابقات مرة واحدة على الأقل. غالبا ما تتطلب اللعبة من اللاعب أن يحفظ شكل ونموذج المراحل لكي يفوز.
الشخصية الأساسية في السلسلة هو كابتن فالكون.

## وصلات خارجية
- تاريخ أف-زيرو على آي جي إن (بالإنجليزية)